# 미니디스크

미니디스크 로고

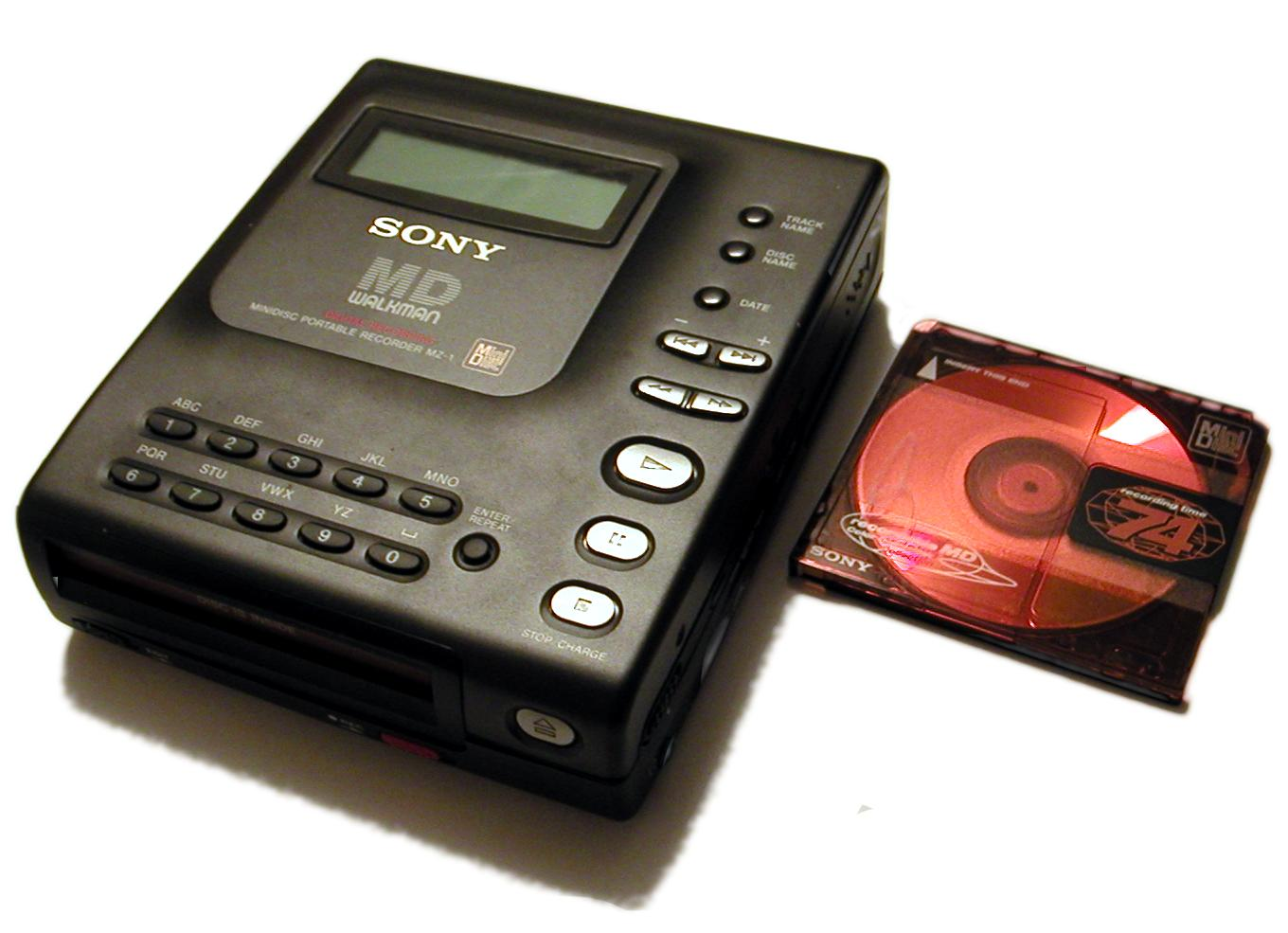
1992년에 시장에서 처음으로 히트를 쳤던 소니의 MZ1 미니디스크 플레이어.

미니디스크(MiniDisc)는 광자기 디스크의 기술을 응용하여 만든 음성 기록용 매체 저장 장치로, 소니에서 1991년에 개발해 1992년 1월 12일에 출시했다. 미니디스크에 있는 오디오 데이터는 ATRAC 코덱을 쓴다.

## 형태
- 형태 : Magneto-optical disc
- 인코딩 : ATRAC, linear PCM(Hi-MD)
- 용량 : 74, 80분 Hi-MD에서 최대 45시간(1GB)
- 읽기 : 780 nm 레이저
- 기록 : Magnetic Field laser

## 기록 형태 및 방식

### 광케이블을 이용한 기록
- MDSP (Mini Disc Standard Play)

일반적인 ATRAC압축으로 음질이 가장 우수하며 74분 또는 80분의 재생 시간을 가진다. 292 kbit/s의 스테레오 음질을 제공하며 CD와의 음질 구분이 불가능 할 정도로 우수하다.
- MDLP (Mini Disc Long Play)

2000년에 소니에서 발표한 기술로 ATRAC3 코덱을 이용한 새로운 기록 방식이다. MDLP모드에는 LP2와 LP4가 있으며 LP2는 우수한 음질(스테레오)로 두배의 기록 (80분짜리 디스크로 160분 기록)이 가능하며 LP4모드에서는 보통음질로(스테레오) 네배의 기록 (80분짜리 디스크로 320분)이 가능하다. LP2 모드는 132 kbit/s의 스테레오 음질이며, LP4 모드는 66 kbit/s의 스테레오 음질이다. LP4 모드에서는 다소 음질이 떨어진다.

### USB를 이용한 기록
- NetMD

NetMD는 컴퓨터에서의 음악 파일 전송을 통한 녹음 방식이며 USB를 이용한다. LP4 모드에서는 소니 NetMD레코더로 32배속의 실시간 녹음이 가능하다. 소니의 NetMD 레코더 (MZ-N10, MZ-N910와 MZ-N92)는 64배속을 지원한다. NetMD 레코더는 모두 MDLP를 지원한다.
- Hi-MD

Hi-MD는 2004년에 발표된 더 진보된 미니디스크 포맷이다. HI-MD 디스크를 지원하며 기존MD에 비해 1기가라는 대용량을 지원한다. 그리고 새로운 ATRAC3Plus를 지원하여 ATRAC,ATRAC3보다 우수한 음질을 낸다. ATRAC3Plus부터는 mp3와 같은 kb기준을 지원한다. 그러나 HI-MD에선 모든 KB를 지원하지 않는 게 단점이다. 현재까지 HI-MD를 지원하는 MD는 MZ-RH10,MZ-RH1, MD-HUSB뿐이다.

## 장점
CD에 비해 훨씬 작은 크기로 휴대가 편하며 LP 모드를 이용하면 여러장의 CD를 하나의 미니디스크에 담을 수 있다. 또한 작은 미디어의 크기로 미니디스크플레이어에서 다른 휴대 기기에 비해 재생시간이 아주 길다. 따라서 녹취용으로 사용되기도 하며 MD레코더 끼리의 복사가 용이하다.

## 단점
NetMD가 아닌 경우 기록하는 시간이 재생 시간 만큼 소요 되며 광출력(Optical Output)이 지원되는 오디오나 CD플레이어가 필요하다. 2000년 전후로 국내에서도 많은 사용자가 있었으나 MP3 플레이어에 뒤졌으며 NetMD를 출시하여 전송시간을 최대한 단축시켰지만 정작 용량문제와 가격은 해결되지 않았으며 HD-MD를 발표하여 용량을 1기가로 하였으나 가격부분에선 여전히 고가여서
가격 경쟁력이 없었고 내구성에서도 MP3에 비해 뒤셨기에 결국 그 사용자가 적어지고 소니에서도 MZ-RH1이란 MP3까지 지원하는 최후의 MD를 내놓고 이후 신형 MD는 나오지 않고 있다.

## 같이 보기
- 디지털 오디오 테이프
- 베타맥스